# Clive Robertson
Clive Robertson, född som Clive Gladstone Robertson 17 december 1965 i Devizes i Wiltshire i England, är en brittisk skådespelare. Han bor numera i Studio City, Los Angeles och Toronto.

## Biografi

### Uppväxt
Clive är halvt skotsk från sin farfars sida. Han föddes i en liten stad i Devizes i västra England. Han är son till Richard, pilot i Royal Air Force, och Catherine. Han har även en äldre syster Fiona som föddes i Saudi-Arabien och som jobbar inom musikbranschen i London. På grund av faderns jobb flyttade familjen mycket och Clive har därför bott på många olika platser, däribland Holland, Cypern och Singapore, varav det sista gjorde stort intryck på Clive.
När Clive var 8 år skickades han tillbaka till England för att börja på Marlborough College, en av de bästa skolorna i Wiltshire, där studerade han fram till 18 års ålder. Han utövade många sporter, bland annat golf, rugby, tennis, boxning, squash, simning och skidåkning. Dessutom intresserade han sig för romersk historia. 

### Karriär
Efter att ha avslutat i Marlborough fortsatte Clive i Oxford Business School och gick ut med bra betyg i "Marketing". Han sjöng också i ett rockband, Jerk Me To Eternity. Medan han studerade skådespeleri, sång, och dans blev han nära vän till Libby Purvis, australisk TV- och filmskådespelare. De spelade mot varandra i Romeo and Juliet och kysstes för första gången under en repetition av pjäsen. Efter detta blev de ett par och de gifte sig 1999 och har sedan dess fått en son, Alexander, och en dotter, Amelia.
Efter att ha tagit examen i skådespeleri/drama 1993, fick Clive en roll i Breaking the Code på Theatre Museum, rollen gav honom fler jobb inom teatern. Under fyra år var Clive med i 17 pjäser, inklusive Othello, As You Like It, Wuthering Heights och Grease. 1993 var han också första gången på tv i England i såpoperan London Bridge och 1995 fick han en liten roll i TV-filmen Paparazzo som sjöofficerare. 
I augusti 1996 bestämde sig Clive och Libby för att tillbringa en månad i Los Angeles. Resan var från början tänkt som en semester men genom Libbys manager kom Clive i kontakt med Aaron Spelling som då arbetade med sin nya såpopera. Efter att ha sett Clive framför kameran, fick Clive rollen som Ben Evans och dennes elake tvilling i Sunset Beach.